# Focus (pel·lícula de 2015)
Focus (títol original en anglès: Focus) és una pel·lícula estatunidenca de 2015, de cinema policíac amb trama romàntica, escrita i dirigida per Glenn Ficarra i John Requa. És protagonitzada per Will Smith, Margot Robbie i Rodrigo Santoro. La pel·lícula va ser estrenada el 27 de febrer de 2015. Ha estat doblada i subtitulada al català.

## Argument
Jess és una estafadora aficionada que intenta robar a Nicky, però ell és un estafador professional i li descobreix el joc. Llavors Jess li demana que li ensenyi l'ofici i pogui formar part del seu equip de lladres. Ell accedeix i tot l'equip es trasllada a Nova Orleans a cometre robatoris. S'enamoren l'un de l'altre, però en Nicky se'n separa perquè l'amor no casa amb l'ofici. Al cap d'uns anys es retrobaran a Buenos Aires, on en Nicky prepara un cop relacionat amb les apostes.

## Repartiment
- Will Smith com a Nicky Spurgeon
- Margot Robbie com a Jess Barrett
- Rodrigo Santoro com a Rafael Garriga
- Gerald McRaney com a Bucky Spurgeon/Owens
- B. D. Wong com a Liyuan Tse
- Robert Taylor com a McEwen
- Dominic Fumusa com a Jared
- Brennan Brown com a Horst
- Griff Furst com a Gareth
- Adrian Martinez com a Farhad
- Alfred Tumbley com a Dogs
- Billy Slaughter com a Passing Thief
- Juan Minujin com a Barman
- Stephanie Honoré com a Janice

## Banda sonora
L'àlbum de la banda sonora va ser estrenat el 24 de febrer de 2015 per WaterTower Music.
1. "I'm a Manchild" – Uptown Funk Empire (Bruno Hovart)
2. "Sofa Rockers (Richard Dorfmeister Remix)" – Sofa Surfers
3. "Please!" – Edward Sharpe and the Magnetic Zeros
4. "Wind It Up" – Stooges Brass Band
5. "You Don't Have to Worry" – Doris & Kelley
6. "Meet Me in the City" – Junior Kimbrough
7. "Gimme Danger" – Iggy & the Stooges
8. "Chorra" – Los Mareados
9. "La Espada de Cadorna" – Mauro Alberelli, Fernando Diego, Barreyro, Maria Carla Flores, Fermin Echeveste, Manuel Gonzalez Aguilar, Mateo Gonzalez Aguilar and Carlos Maximiliano Russo
10. "Gerli Hood" – Ivan Diaz Mathe, Jorge Estenbenet, Sebastian Martinez, Francisco Olivero, Daniel Michel, Juan Manuel Meyer and Gala Iglesias Brickles featuring Camilo Costaldi Lira and Alberto Manuel Rodriguez
11. "Corazon de Piedra (Te Amo)" – Alejandro Medina
12. "White Bird" – It's a Beautiful Day
13. "Love Makes the World Go Round" – Barbara Lewis
14. "Focus (Love Theme)" – Nick Urata
15. "The Windmills of Your Mind" – Ray Conniff and The Singers